# 퇴계선생문집 목판
퇴계선생문집 목판(退溪先生文集木板)은 경상북도 안동시 도산면, 한국국학진흥원에 있는 목판이다. 2015년 12월 31일 대한민국의 보물로 지정 예고를 거쳐, 2016년 2월 22일 보물로 지정되었다.

## 보물 지정 사유
조사본 <퇴계선생문집 목판>은 퇴계선생문집 경자년(1600) 초간본을 인출해낸 목판이다. 퇴계선생 문집은 원래 본집 목록 2권 2책, 본집 49권 25책, 별집 1권 1책, 외집 1권 1책, 연보 4권 2책 등 모두 57권 31책으로 구성되어 있으나, 조사본 <퇴계선생문집 목판>의 본래 수량은 경자년 초간본 퇴계선생문집의 전질이 전래되지 않아 정확히 알 수 없는 실정이다.
경자년 초간본의 퇴계선생문집은 조선시대 중기에 성리학을 독자적인 학문체계로 수립하여 후일 영남학파의 종주가 된 퇴계의 전집으로 퇴계의 학문관과 문학관의 연구에는 물론 성리학 등의 사상사 연구에 매우 귀중한 자료이다.
따라서 경자년 초각의 <퇴계선생문집 목판>은 경자년 초간본 퇴계선생문집에 못지않게 판본학적으로 매우 귀중한 문화재일 뿐 아니라, 서지학연구와 조선시대 중기의 목판인쇄 문화연구 등에도 크게 활용될 수 있을 자료이다. 이에 경자년 초각 <퇴계선생문집 목판> 752매는 경자년 초간본 퇴계선생문집과 함께 국가문화재로 지정하여 연구하고 보존·관리할 만한 가치가 있는 것으로 판단된다.

## 같이 보기
- 퇴계선생문집 (보물 제1894호)

## 참고 자료
- 퇴계선생문집 목판 - 국가유산청 국가유산포털